# Cun cút đốm
Turnix ocellatus là một loài chim trong họ Turnicidae.